# Роктаяд (Од)
Роктая́д (фр. Roquetaillade) — колишній муніципалітет у Франції, у регіоні Окситанія, департамент Од. Населення — 211 осіб (2011).
Муніципалітет був розташований на відстані близько 660 км на південь від Парижа, 155 км на південний захід від Монпельє, 28 км на південний захід від Каркассонна.

## Історія
До 2015 року муніципалітет перебував у складі регіону Лангедок-Русійон. Від 1 січня 2016 року належав до нового об'єднаного регіону Окситанія.
1 січня 2019 року Роктаяд і Коніяк-де-ла-Монтань було об'єднано в новий муніципалітет Роктаяд-е-Коніяк.

## Демографія
Динаміка населення (INSEE ):
Розподіл населення за віком та статтю (2006):
| Стать | Всього | До 15 років | 15-24 | 25-44 | 45-64 | 65-85 | Понад 85 |
| --- | ------ | ----------- | ----- | ----- | ----- | ----- | -------- |
| Чоловіки | 104    | 20          | 8     | 16    | 36    | 24    | 0        |
| Жінки | 112    | 16          | 4     | 32    | 36    | 16    | 8        |
| \| Статево-вікова піраміда \| Статево-вікова піраміда \| Статево-вікова піраміда \| \| ----------------------- \| ----------------------- \| ----------------------- \| \| Чоловіки \| Вік \| Жінки \| \| 0 \| 85 + \| 8 \| \| 4 \| 80-84 \| 4 \| \| 16 \| 75-79 \| 4 \| \| 4 \| 70-74 \| 4 \| \| 0 \| 65-69 \| 4 \| \| 8 \| 60-64 \| 8 \| \| 8 \| 55-59 \| 0 \| \| 12 \| 50-54 \| 12 \| \| 8 \| 45-49 \| 16 \| \| 4 \| 40-44 \| 12 \| \| 4 \| 35-39 \| 0 \| \| 4 \| 30-34 \| 12 \| \| 4 \| 25-29 \| 8 \| \| 0 \| 20-24 \| 0 \| \| 8 \| 15-20 \| 4 \| \| 4 \| 10-14 \| 0 \| \| 16 \| 5-9 \| 16 \| \| 0 \| 0-4 \| 0 \| |        |             |       |       |       |       |          |
| Статево-вікова піраміда |        |             |       |       |       |       |          |
| Чоловіки | Вік    | Жінки       |       |       |       |       |          |
| 0 | 85 +   | 8           |       |       |       |       |          |
| 4 | 80-84  | 4           |       |       |       |       |          |
| 16 | 75-79  | 4           |       |       |       |       |          |
| 4 | 70-74  | 4           |       |       |       |       |          |
| 0 | 65-69  | 4           |       |       |       |       |          |
| 8 | 60-64  | 8           |       |       |       |       |          |
| 8 | 55-59  | 0           |       |       |       |       |          |
| 12 | 50-54  | 12          |       |       |       |       |          |
| 8 | 45-49  | 16          |       |       |       |       |          |
| 4 | 40-44  | 12          |       |       |       |       |          |
| 4 | 35-39  | 0           |       |       |       |       |          |
| 4 | 30-34  | 12          |       |       |       |       |          |
| 4 | 25-29  | 8           |       |       |       |       |          |
| 0 | 20-24  | 0           |       |       |       |       |          |
| 8 | 15-20  | 4           |       |       |       |       |          |
| 4 | 10-14  | 0           |       |       |       |       |          |
| 16 | 5-9    | 16          |       |       |       |       |          |
| 0 | 0-4    | 0           |       |       |       |       |          |

## Економіка
2010 року серед 121 особи працездатного віку (15—64 років) 96 були активними, 25 — неактивними (показник активності 79,3%, у 1999 році було 62,6%). З 96 активних мешканців працювали 82 особи (47 чоловіків та 35 жінок), безробітними було 14 (6 чоловіків та 8 жінок). Серед 25 неактивних 3 особи були учнями чи студентами, 13 — пенсіонерами, 9 були неактивними з інших причин.

У 2010 році в муніципалітеті числилось 93 оподатковані домогосподарства, у яких проживали 203,5 особи, медіана доходів виносила 14 437 євро на одного особоспоживача